# Zemgale
Zemgale (Szemigallia, Zemgallen, Semgallen, Alsó-Lettország) egyike Lettország öt tájegységének. A tájegység nevét az ezen a területen élt balti törzsről, a szemigallokról (zemgalok) kapta. 

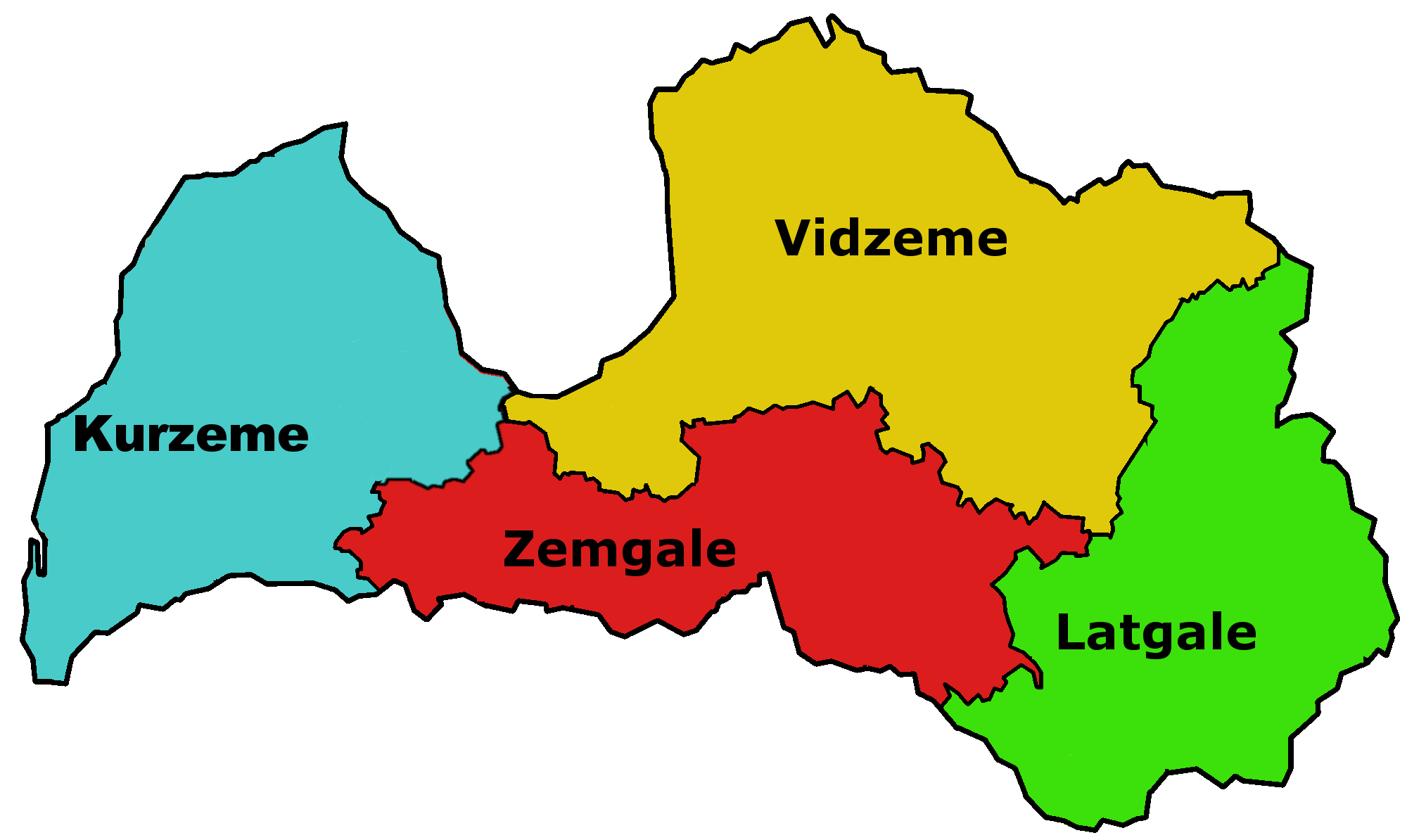
Lettország történelmi tájegységei

## Fekvése

Zemgale címere

Zemgale Lettország déli részének a közepén terül el, nem messzi a fővárostól, Rigától. Délen Litvániával határos. Nyugaton Kurzeme, keleten Latgale határolja. Központja Jelgava (németül: Mitau). A történelmi Szemigallia területe átnyúlt a mai Litvánia Sēlijai területére. Zemgale területe 10 000 négyzetkilométer, lakosainak száma hozzávetőlegesen 300 000. Zemgaléhez Aizkraukle, Bauska, Dobele, és Jekabpils járások tartoznak.

## Történelme
Zemgale a 2. századtól kezdve lakott terület. Az 5-9. század között a Daugavának, az Észak-Európát a Fekete-tengerrel összekötő vízi útnak köszönhetően jelentős gazdasági fejlődésen ment át.
A Kardtestvérek rendje Kurzeme elfoglalását követően hódításait Zemgale irányába folytatta. A szemigallok keményen ellenálltak. A kardtestvérek 1290-ben foglalták el az őslakók utolsó erődítményeit, Zemgale teljes területét. Ez a lakosság életét gyökeresen megváltoztatta. Megindult a terület mezőgazdaságának fejlődése, de ugyanakkor a feudalizálódás is, ami a lakosság nagy részét jobbágysorba süllyesztette.
A livóniai háború (1558-1583) és a reformáció hatására Lettországnak a Daugava nyugati partja és a Balti-tenger közötti területén létrejött a Kurzemei és Zemgalei Hercegség (lettül: Kurzemes un Zemgales hercogiste, németül: Herzogtum Kurland und Semgallen, a történelemkönyvekben leggyakrabban csak Kurlandi Hercegség néven). Gotthard von Kettler, a Kardtestvérek rendje utolsó nagymestere lett a hercegség első uralkodója, aki házasságra lépett Mecklenburgi Anna hercegnővel, és elfogadta a litván nagyfejedelem, később pedig a lengyel király hűbéri fennhatóságát. A hercegség fővárosa Jelgava (németül: Mitau) lett. Az 1617-1629-es svéd-lengyel háborút követően a lengyelek elvesztették livóniai tartományaik java részét, és csak Kurzeme és Zemgale Hercegség maradt a kezükben.
Az 1700-ban kitört nagy északi háborút követően a terület gazdasága jelentősen megváltozott. A falvak helyét kiterjedt tanyavilág foglalta el. Ezzel egy időben a Kurzemei és Zemgalei Hercegség orosz uralom alá került. 1795-ben a már csak névleges hercegség is megszűnt és Zemgale hivatalosan is az Orosz Birodalom része lett. Ezt követően egészen 1918-ig, a Lett Köztársaság kikiáltásáig mind adminisztratív, mind gazdasági téren megtartotta egységét.
Zemgale gazdasági fejlődése 1866-ot, a jobbágyság megszüntetését követően gyorsult fel. Kiépült a terület úthálózata, amely nemcsak Rigával, hanem a szomszédos litván területekkel is összekapcsolta. 1866-ban indult útjára az első vasúti szerelvény Riga és Jelgava között, és 1902-ben nyitották meg a Krustpils–Jelgava–Ventspils vasútvonalat.